# Erioptera (Erioptera) interrita
Erioptera (Erioptera) interrita is een tweevleugelige uit de familie steltmuggen (Limoniidae). De soort komt voor in het Neotropisch gebied.